# Phidon dubius
Phidon dubius är en kackerlacksart som beskrevs av Karlis Princis 1952. Phidon dubius ingår i släktet Phidon och familjen småkackerlackor. Inga underarter finns listade i Catalogue of Life.